# Michèle Asselin
 (décembre 2024).
Si vous disposez d'ouvrages ou d'articles de référence ou si vous connaissez des sites web de qualité traitant du thème abordé ici, merci de compléter l'article en donnant les références utiles à sa vérifiabilité et en les liant à la section « Notes et références ».
Michèle Asselin est l'ancienne présidente de la Fédération des femmes du Québec. Elle détient un baccalauréat en animation culturelle.

## Chronologie
- 1982-1988 : coordonnatrice, Centre d'éducation et d'action des femmes de Montréal.
- 1985-1986 : membre de la Coalition des femmes pour l'accès à l'égalité.
- 1985-1987 : membre du Comité d'orientation des programmes à développer pour les femmes au sein de la Commission de Formation Professionnelle de Montréal.
- Depuis 1988 : coordonnatrice générale, L'R des Centres de femmes du Québec.
- 1986-1989 : membre du conseil d’administration, Relais-femmes.
- 1989-1990 : membre du comité Les 50 heures du féminisme.
- 1995-1999 : membre du comité de coordination, Réseau mondial d'échanges, d'informations, de solidarité, de mobilisation et de formation entre les groupes de femmes autonomes œuvrant au sein de la francophonie.
- 2001-2003 : membre du conseil d'administration de la Fédération des femmes du Québec
- 2003-2009 : présidente, Fédération des femmes du Québec
- 2010-: Coordonnatrice au Centre international de solidarité ouvrière